# Liste der Kreisstraßen in Remscheid
Die Liste der Kreisstraßen in Remscheid ist eine Auflistung der Kreisstraßen in der kreisfreien Stadt Remscheid, Nordrhein-Westfalen.

## Abkürzungen
- K: Kreisstraße
- L: Landesstraße

## Liste
Die Kreisstraßen behalten die ihnen zugewiesene Nummer innerhalb von Nordrhein-Westfalen auch bei einem Wechsel in einen Kreis oder in eine andere kreisfreie Stadt. Nicht vorhandene bzw. nicht nachgewiesene Kreisstraßen werden in Kursivdruck gekennzeichnet, ebenso Straßen und Straßenabschnitte, die unabhängig vom Grund (Herabstufung zu einer Gemeindestraße oder Höherstufung) keine Kreisstraßen mehr sind.
Der Straßenverlauf wird in der Regel von Nord nach Süd und von West nach Ost angegeben.
| Nr.  | Verlauf                                                                                           |
| ---- | ------------------------------------------------------------------------------------------------- |
| K 2  | L 412 – Engelsburg – Forsten – Am Goldenbergshammer – Stadtgrenze – (K 2 im Oberbergischen Kreis) |
| K 3  | L 407 – Intzestraße – Stadtgrenze – (K 3 im Rheinisch-Bergischen Kreis)                           |
| K 4  | (K 4 in Wuppertal) – Stadtgrenze – Klausener Straße – L 81                                        |
| K 5  | (K 5 in Wuppertal) – Tannenbaumer Weg – L 58                                                      |
| K 49 | – Braßhagen – Stadtgrenze – (K 49 im Oberbergischen Kreis)                                        |

## Quelle
- Landesvermessungsamt Nordrhein-Westfalen, Kreiskarte Nr. 32: Kreis Mettmann, Städte Düsseldorf, Remscheid, Solingen, Wuppertal